# شجاعت (فیلم ۲۰۰۸)
شجاعت 
(به تلوگویی: Souryam) فیلمی محصول سال ۲۰۰۸ و به کارگردانی سیوا است. در این فیلم بازیگرانی همچون گوپیچاند، آنوشکا شتی، پونام کائور، مانوج کی. جایان و سارات بابو ایفای نقش کرده‌اند.